# Selenocosmia mittmannae
Selenocosmia mittmannae är en spindelart som först beskrevs av Barensteiner och Wehinger 2005.  Selenocosmia mittmannae ingår i släktet Selenocosmia och familjen fågelspindlar. Inga underarter finns listade i Catalogue of Life.